# Emmett McBain
Emmett McBain (Chicago, 1935 – 22 de maio de 2012) foi um designer, diretor de arte, fotógrafo e ativista norte-americano, um dos pioneiros na propaganda voltada para o público afro-americano nos Estados Unidos.

## Biografia
Emmett nasceu em 1935, em Chicago. Estudou na Sexton Elementary School e na Tilden Technical High School, partindo para a faculdade, onde estudou publicidade. Estudou na American Academy of Art e no Illinois Institute of Technology. Algum tempo depois de se formar, entrou para a agência Vince Cullers and Associates, em 1957, como designer e depois foi diretor de arte na J. Walter Thompson. Trabalhou como consultor criativo na Soft Sheen Products, onde partiu para a abrir sua própria agência a Burrell McBain, Inc., em 1971.
Emmet também trabalhou para a revista Playboy como diretor de arte promocional, onde criou várias capas premiadas para a revista. Foi responsável pelas capas de álbuns da Mercury Records durante a década de 1960 e 1970. Em sua própria agência, criou propagandas inclusivas para o McDonald’s, para a Ford, como a propaganda do novo Mustang, de 1964, para a Philip Morris e para o Canadian Club, em 1987.
Foi um importante ativista pelos direitos civis e contra o racismo institucional. Com seu trabalho, utilizando modelos negros associados a marcas famosas, Emmett mostrou que negros também eram consumidores e que precisavam de propagandas com as quais poderiam se identificar. Emmett retornou para a Vince Cullers Advertising, onde participou de várias propagandas ousadas da época como a linha afro da Johnson Products Company. Ele ajudou a adaptar propagandas para o público negro, como os cigarros da marca Marlboro.
Um AVC sofrido em 2007 acabou deixaando sequelas, como fraqueza nas mãos, mas Emmett não deixou de trabalhar, desenhando e criando usando aquarela. Seus escritos, desenhos e diários criativos foram todos depositados na biblioteca da Universidade de Chicago.

## Morte
Emmett morreu em 22 de maio de 2012, em Chicago, devido a um câncer. Ele deixou 8 filhos, 8 netos e 3 bisnetos.